# 岩碕一男
岩碕 一男（いわさき かずお）は、コナミデジタルエンタテインメントのゲームクリエイター。プログラマー。名前の表記は、作品によっては「岩崎」と表記されている場合も。

## 人物
パワプロプロダクション所属。パワプロクンポケットシリーズのスタッフ。
現在パワプロクンポケットシリーズでプログラムリーダーを務める。

## 主な作品
- ゴーファーの野望 エピソードII
- ネメシス
- SDスナッチャー
- ティーンエージ ミュータント ニンジャ タートルズ (ゲームボーイ)
- カーブノア
- がんばれゴエモン さらわれたエビス丸
- ゴッドメディスン ファンタジー世界の誕生
- タイニー・トゥーン アドベンチャーズ2
- タイニー・トゥーン アドベンチャーズ3
- ちびまる子ちゃん めざせ! 南のアイランド!!
- 実況パワフルプロ野球4
- がんばれゴエモン〜でろでろ道中 オバケてんこ盛り〜
- NBA IN THE ZONE 2000
- ESPN NBA 2Night
- ESPN NBA 2Night 2002
- NBA STARTING FIVE
- パワプロクンポケットシリーズ